# Константин Доброджану-Геря
Константин Доброджану-Геря (на румънски: Constantin Dobrogeanu-Gherea) е румънски общественик, журналист, литературен критик и социолог. Член е (посмъртно) на Румънската академия.

## Биография
Константин Доброджану-Геря е роден като Соломон Кац на 21 май 1855 година в Словянка, днес част от град Днипро в Украйна, в еврейско семейство. Докато учи в Харковския университет се включва в народнически групи и, преследван от „Охранка“, през 1875 година емигрира в Румъния. Първоначално живее в Яш, а след това в Букурещ, където основава първите социалистически групи в страната.
През ноември 1878 година Доброджану-Геря е заловен в Галац от руската политическа полиция, екстрадиран е в Русия и е изпратен на заточение на Бяло море, но през следващата година успява да избяга и се връща в Румъния. През 1882 година купува ресторант при гарата на Плоещ, който превръща в средище на местните социалисти. През 1893 година участва в създаването на Социалдемократическата работническа партия и пише нейната първа програма.
Константин Доброджану-Геря става автор на редица теоретични трудове, в които се опитва да адаптира теорията на марксизма към прединдустриалното румънско общество. Той формулира свой „закон за развитието на изостаналите общества“, според който под влияние на близките капиталистически общества, прединдустриални страни като Румъния вече се намират в някаква форма на капитализъм (в която, обратно на теорията на Маркс, „правната и политическа надстройка“ определя „икономическата структура“), който ще изживеят по-бързо от развитите страни.
През 1910 година Доброджану-Геря издава най-известния си труд – „Неокрепостничество“ („Neoiobǎgia“), в който разглежда аграрните отношения в Румъния след отмяната на крепостничеството през 1864 година като негово фактическо продължение чрез концентрацията на поземлената собственост и създадената система на неравноправни трудови договори. Той вижда изход от това положение във въвеждането на общо избирателно право, премахване на феодалните остатъци в земеделието и масирана модернизация и индустриализация на страната. Малко по-късно той използва като аргумент предимството на обществените отношения в България, заявявайки: „голямото предимство на България над нас е, че българите са свободен народ, докато ние все още сме народ от нови крепостници“.
През 1913 година Константин Доброджану-Геря се обявява срещу влизането на Румъния в Междусъюзническата война и присъединяването на Южна Добруджа, за които смята, че са от полза само за Русия. Вместо това той е привърженик на съюз между Румъния, България и Австро-Унгария срещу руския експанзионизъм.
Константин Доброджану-Геря умира на 7 май 1920 година в Букурещ.